# Anthaxia parvula
Anthaxia parvula es una especie de escarabajo del género Anthaxia, familia Buprestidae. Fue descrita científicamente por Baiocchi & Magnani en 2007.

## Distribución
Se distribuye por las ecozonas del Neártico, Neotrópico, región indomalaya, Paleártico y región afrotropical.